# Ab Naruiyeh
 (juin 2018).
Ab Naruiyeh (en persan : اب ناروئيه romanisé en Āb Nārū'īyeh et également connu sous le nom de Ābnārūeeyeh) est un village de la province de Kerman en Iran. Lors du recensement de 2006, son existence a été indiqué, mais sa population n'a pas été signalé.